# Старосельська Ксенія Яківна
Старосельська Ксенія Яківна (рос. Старосельская Ксения Яковлевна; народилася 22 лютого 1937 року в Москві, померла 29 листопада 2017 року в Москві) — російська перекладачка.

## Життєпис
Перекладач польської літератури на російську мову. Її досягнення включають в себе, серед іншого, переклад творів Ришарда Капусцінського, Генріка Сенкевича, Єжи Анджеєвського, Тадеуша Конвіцького, Тадеуша Ружевича, Веслава Мислівського, Тадеуша Новака, Марка Гласко, Стефана Хвіна, Єжи Пільха, Павла Хілле. Вона є авторкою оглядів та досліджень з польської літератури.
За свою роботу вона отримала, серед інших, такі відзнаки: Лицарський хрест орден «За заслуги перед Польщею», нагороду ZAiKS, премію польського ПЕН-клубу та премію «Трансатлантичного Інституту книги» (2008).
Вона померла 29 листопада 2017 року в Москві після складної операції на серці.

## Нагороди та відзнаки
Ксенія Старосєльська була лауреатом премій за літературні переклади, мала відзнаки польського PEN-клубу та ZAIKS. У 2008 році отримала нагороду «Трансатлантик» за видатні послуги у просуванні польської літератури. У 2014 році була нагороджена Офіцерським хрестом орденом «За заслуги перед Польщею».